# Округ Макхенри (Илиноис)
Округ Макхенри (енгл. McHenry County) је округ у америчкој савезној држави Илиноис.

## Демографија
По попису из 2010. године број становника је 308.760, што је 48.683 (18,7%) становника више него 2000. године.
| Група             | 2000.           | 2010.           |
| Белци             | 233.026 (89,6%) | 258.584 (83,7%) |
| Афроамериканци    | 1.523 (0,6%)    | 3.283 (1,1%)    |
| Азијати           | 3.782 (1,5%)    | 7.807 (2,5%)    |
| Хиспаноамериканци | 19.602 (7,5%)   | 35.249 (11,4%)  |
| Укупно            | 260.077         | 308.760         |